# بينايوتشا
بلدية بينايوتشا (بالإسبانية: Benlloch)‏، هي إحدى بلديات مقاطعة كاستيلون التي تقع في منطقة بلنسية، في شرق إسبانيا.
يبلغ عدد سكانها 1.107 نسمة وفقاً لإحصائية سنة (2006).

## أعلام
- أغوستين سانشو
- أنجيل ديالبيرت